# August Heinrich (Schauspieler)

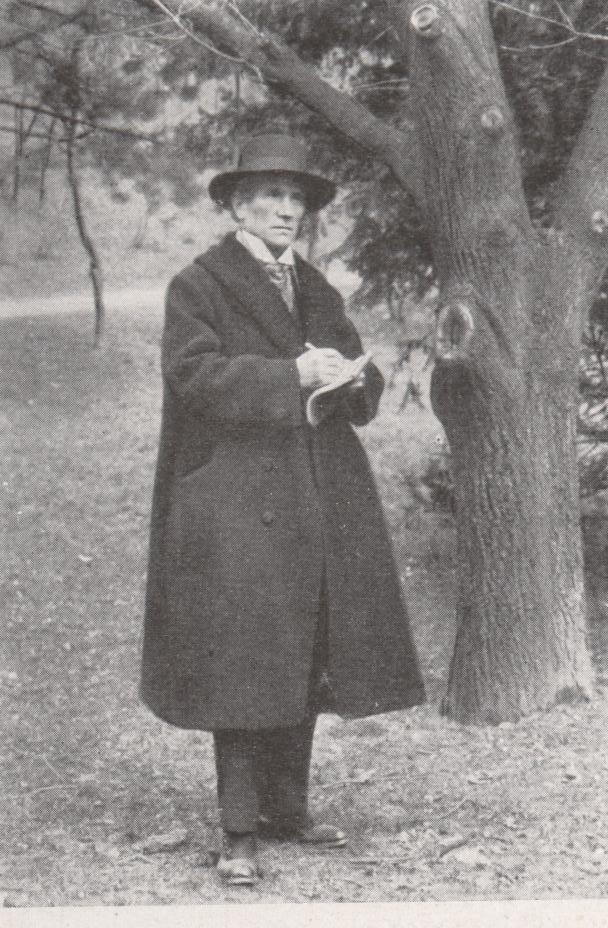
August Heinrich, der „Bellemer Heiner“

August Heinrich, Künstlername Bellemer Heiner (* 20. September 1881 in Bellheim; † 5. Mai 1965 ebenda), war ein deutscher Schauspieler und Schriftsteller. Deutschlandweit bekannt wurde er durch seine öffentlichen Auftritte als Pfälzer Mundartdichter.

## Familie
Heinrich wurde als achtes Kind des Bellheimer Gastwirts und Krämers Christian Heinrich geboren. Mit seiner Ehefrau Helene hatte August Heinrich eine Tochter, die 1913 in Köln geborene Margarete.

## Ausbildung und Beruf
August Heinrich besuchte nacheinander Volks-, Real- und Handelsschule. Im Geschäft des älteren Bruders erlernte er zunächst den Beruf des Kaufmanns. Nachdem er bereits Deutschland, Frankreich und die Schweiz kennengelernt hatte, reiste er 1904 in die USA. Dort schlug er sich zwei Jahre lang mit verschiedenen Gelegenheitsjobs durch, u. a. als Reinigungskraft in Philadelphia, als Gärtner und Kellner in St. Louis sowie als Telegrammbote in Oklahoma City. 1906 heuerte er in San Francisco als Koch auf einem Frachtdampfer an und gelangte über Hawaii, Neuseeland und Australien zurück nach Deutschland.
1907 bis 1909 absolvierte Heinrich eine Ausbildung zum Schauspieler an der Reicherschen Hochschule für Dramatische Kunst in Berlin. Während eines knappen Jahrzehnts übernahm er dann Bühnenrollen in Deutschland und den USA, z. B. in „Wallenstein“ (Schiller), „Romeo und Julia“ (Shakespeare) und „Die Wildente“ (Ibsen).
Im Ersten Weltkrieg war Heinrich 1915/16 als Landsturmmann hauptsächlich als Dolmetscher für englische und französische Kriegsgefangene tätig.

## Pfälzer Mundart
1920 erschien Heinrichs erster Band mit Gedichten in Pfälzer Mundart unter dem Titel Knepp und Schnitz. Ab 1922 trat er, von seinem Dichterfreund Philipp Ernst Kiefer „Bellemer Heiner“ (pfälzisch für Bellheimer Heinrich) getauft, unter diesem Künstlernamen zunächst in der Südpfalz, später in der gesamten Region auf und präsentierte seine Mundart bei Heimatabenden und ähnlichen Veranstaltungen. Auch seine späteren Bücher gab er unter dem Pseudonym heraus. Schon in den 1920er Jahren konnte er von seinem anfänglichen Hobby leben. Sein großes Plus war die in der Schauspielerausbildung geschulte Interpretationskunst.
Während der Zeit des Nationalsozialismus nutzten die politischen Machthaber die Popularität Heinrichs, welcher der Naziideologie sehr unkritisch „frischen Wind“ bescheinigte, und arrangierten „Bellemer-Heiner-Abende“ sogar in Großstädten außerhalb der Pfalz, wie z. B. in München oder Nürnberg. Die verbalen Fehlformulierungen im Dritten Reich taten Heinrichs Beliebtheit allerdings keinen Abbruch. Seine zehn Gedichtbände, meist auf Pfälzisch, die zwischen 1920 und 1964 herausgegeben wurden, fanden weiterhin reißenden Absatz, und von 1952 bis 1962 wurde seine Wochenendkolumne „Spätles“ in der damaligen Landauer Tageszeitung Vorderpfälzer Tageblatt abgedruckt.

## Werke (Auswahl)
- Knepp und Schnitz.[2] 1920.
- Für stille Stunden zum Strauß gebunden. Hochdeutsche Dichtung. Verlag Zechner, Speyer 1931.
- Neues aus’m Grenzland.[3] Bellheim 1940.
- Die Hettemer un die Wammer.[4] Neustadter Druckerei und Verlagsgesellschaft, Neustadt/Weinstr. 1950.
- Spätles. Pfälzer Tageblatt, Landau/Pfalz 1960.
- E Dutt voll Rosine.[5] 1964.
- Ich war zufriede mit de Welt. Neuauflage 1981 (postum).
- Vun allem e bissel.[6] Aus dem Nachlass herausgegeben vom Kulturverein Bellheim, mit Zeichnungen von Andreas Rüdiger. Bellheim 2003, ISBN 3-929893-510-0.
- De Bellemer Heiner verzeehlt… vum Welttheater.[7] Aus dem Nachlass herausgegeben vom Kulturverein Bellheim, mit Zeichnungen von Herbert Gawrisch. Bellheim 2005, ISBN 3-929893-18-5.

## Ehrungen
- 1929 setzte der Verkehrsverein des Winzerdorfs St. Martin Heinrich im Dichterhain der Schwalbenfelsen ein Denkmal, einen Steinblock mit dem Relief des Dichters.[8]

- 1951, zum 70. Geburtstag, verlieh ihm sein Heimatort Bellheim die Ehrenbürgerschaft.[9]

- Vor Ort pflegt der Kulturverein Bellheim an der Rülzheimer Straße in Höhe der Hausnummer 35 die Gedenkstätte des Bellemer Heiners.[9]